# Bolteria juniperi
Bolteria juniperi är en insektsart som beskrevs av Knight 1968. Bolteria juniperi ingår i släktet Bolteria och familjen ängsskinnbaggar. Inga underarter finns listade i Catalogue of Life.